# Ourouer-les-Bourdelins
Ourouer-les-Bourdelins é uma comuna francesa na região administrativa do Centro, no departamento Cher. Estende-se por uma área de 24,67 km². Em 2010 a comuna tinha 619 habitantes (densidade: 25,1 hab./km²).